# الدوري الهولندي الممتاز 1911–12
الدوري الهولندي الممتاز 1911–12 (بالهولندية: Nederlands landskampioenschap voetbal 1911/12)‏ هو الموسم 24 من الدوري الهولندي الممتاز. أشرف على تنظيمه الاتحاد الملكي الهولندي لكرة القدم، وكان عدد الأندية المشاركة فيه 18، وفاز فيه سبارتا روتردام.